# Шишка Антін Левкович
Шишка Антін Левкович (Гірка; 1922, с. Трійця Радехівського повіту Тернопільського воєводства, тепер — Радехівський район, Львівська область — †18 березня 1949, прис. Бриндасівка с. Завидче Радехівського р-ну Львівської обл.) — лицар Срібного хреста бойової заслуги УПА 2 класу.

## Життєпис
Освіта — 4 класи народної школи. Член ОУН із 1943 р. Стрілець УПА з весни 1944 р. Кулеметник сотні УПА «Кочовики» (весна 1944 — осінь 1946), звеневий СКВ (осінь 1946—1947), зв'язковий референтури СБ Лопатинського районного проводу ОУН (1947—1948), звеневий СКВ (1948-18.03.1949). Загинув у бою з облавниками. Тіло забране до Лопатина, місце поховання не відоме. Вістун УПА (?); відзначений Срібним хрест бойової заслуги 2 класу (23.10.1948) за героїчну поведінку під час бою біля с. Яструбичі Радехівського району.